# Laryngaaltheorie
De laryngaaltheorie is een algemeen aanvaarde theorie in de historische taalkunde die het bestaan suggereert van een set van drie (soms meer) medeklinkers die ‘laryngalen’ worden genoemd. Deze laryngalen maken deel uit van reconstructies van de Proto-Indo-Europese taal (PIE). De medeklinkers zelf zijn in alle moderne Indo-Europese talen verdwenen, maar er wordt vermoed dat sommige van de laryngalen nog bestonden in het Hettitisch en andere Anatolische talen. De laryngalen worden zo genoemd omdat de klanken volgens vroegere taalkundigen (Möller en Cuny) een faryngaal, epiglottaal of glottaal articulatiepunt hadden, waarbij de uitspraak met het samentrekken van de larynx geschiedde.
Het bewijs voor hun bestaan is voornamelijk indirect, en is meestal alleen af te leiden van het effect dat ze hebben gehad op naburige klinkers. De theorie geeft echter wel op elegante wijze een verklaring voor de klinkerinventaris van het Proto-Indo-Europees, die vóór het postuleren van laryngalen onanalyseerbaar bleek. Voorbeelden hiervan waren ‘onafhankelijke’ sjwa’s (zoals in *pəter- ‘vader’); de hypothese dat de PIE sjwa *ə in werkelijkheid een medeklinker en niet een klinker was bood een elegante verklaring voor een aantal uitzonderingen op de wet van Brugmann in de Indo-Arische talen.

## Soorten laryngalen
Er zijn veel variaties op de laryngaaltheorie. Sommige taalkundigen, zoals Oswald Szemerényi, reconstrueren er slechts een. Sommigen volgen Jaan Puhvels reconstructie van acht of meer laryngalen. De meeste taalkundigen gaan echter uit van drie:
- *h₁, de neutrale laryngaal
- *h₂, de a-kleurende laryngaal
- *h₃, de o-kleurende laryngaal

Volgens veel taalkundigen moet er een vierde medeklinker zijn geweest, *h₄, die alleen van *h₂ verschilt in dat hij niet in het Anatolisch verschijnt als ḫ. Een andere theorie, die veel minder algemeen aanvaard wordt, is de opvatting van Winfred P. Lehmann, op basis van inconsistente uitkomsten in het Hettitisch, dat *h₁ in werkelijkheid twee verschillende medeklinkers was. (Hij ging ervan uit dat de ene een glottisslag was en de andere een glottale wrijfklank.)
Het enige directe bewijs voor laryngale medeklinkers komt uit de Anatolische talen:
PIE *a is een vrij zeldzame klank, en komt bovendien in een ongewoon groot aantal goede etymologieën alleen aan het begin van het woord voor. En dus traditioneel (neogrammatisch) PIE *anti ‘voor, met het gezicht op’ > Oudgrieks antí ‘tegen’, Latijn ante ‘voor (in tijd of plaats)’ en Sanskriet ánti ‘voor; in aanwezigheid van’. Maar in het Hettitisch is er een zelfstandig naamwoord ḫants ‘voorkant, (aan)gezicht’, met verscheidene afleidingen (ḫantezzi ‘eerste’, enz.), dat wijst op een PIE wortelnaamwoord *h₂ent- ‘voorkant, front’ (waarvan *h₂enti de locatief enkelvoud zou zijn). (Het volgt overigens niet noodzakelijk dat alle gereconstrueerde vormen beginnend met *a automatisch herschreven zouden moeten worden tot *h₂e.)
Op een vergelijkbare manier wordt de neogrammatische PIE-reconstructie voor ‘schaap’ gegeven als *owi- (een y-stam, geen i-stam), waaruit Sanskriet ávi-, Latijn ovis en Oudgrieks óïs, oĩs. Maar het Luwisch heeft ḫawi-, wat aanleiding geeft tot een reconstructie *h₃ewi-.

## Uitspraak
Er is nog veel discussie rond de precieze uitspraak van de laryngalen, en er zijn verscheidene argumenten gegeven om hun precieze manier van articuleren vast te stellen. Allereerst is het effect dat deze medeklinkers op naburige fonemen hadden goed gedocumenteerd. Het bewijs uit het Hettitisch (en het Oeralisch) is voldoende om te concluderen dat deze medeklinkers ‘gutturaal’ waren of ver achter in de mond werden uitgesproken. Hetzelfde bewijs sluit ook aan bij de aanname dat het wrijfklanken waren (in tegenstelling tot approximanten of plofklanken), een aanname die sterk wordt ondersteund door het gedrag van laryngalen in medeklinkerclusters.

### *h₁
De aanname dat *h₁ een glottisslag [ʔ] is, is nog altijd wijdverbreid. Een glottisslag zou echter waarschijnlijk niet verschijnen als een wrijfklank in Oeralische leenwoorden, zoals het geval lijkt te zijn, bijvoorbeeld in het Finse woord lehti ‘blad’ < *lešte ⇐ PIE *bʰlh₁-tó- (waaruit Nederlands blad). Als, zoals uit sommig bewijsmatiaal volgt, er twee *h₁-laryngalen waren, dan zou één een glottisslag [ʔ] kunnen zijn en de ander de stemloze h [h] uit het Nederlandse hoed.
Jens Elmegård Rasmussen stelt zich *h₁ voor als een stemloze glottale wrijfklank, [h], met als syllabische allofoon [ə], dus een centrale ongeronde klinker. Dit wordt bevestigd door de nabijheid van [ə] en [e] (waarmee deze klank in het Oudgrieks samenvalt), het feit dat (in tegenstelling tot *h₂ *h₃) de klinker geen epenthese veroorzaakt in het Oudgrieks en Tochaars als hij tussen een halfklinker en een medeklinker valt, en de typologische waarschijnlijkheid dat een [h] zou voorkomen, gegeven het voorkomen van geaspireerde medeklinkers in het PIE.

### *h₂
Van wat bekend is van een dergelijke fonetische conditionering in de huidige talen, voornamelijk de Semitische talen, zou *h₂ (de a-kleurende laryngaal) een faryngale of epiglottale wrijfklank kunnen zijn zoals [ħ], [ʕ], [ʜ], of [ʢ]. Faryngale/epiglottale medeklinkers (zoals de Arabische letter ح (ħ) als in Muħammad) veroorzaken vaak een a-kleuring in de Semitische talen. Uvulaire wrijfklanken kunnen ook klinkers kleuren, dus is [χ] ook een noemenswaardige kandidaat.
Rasmussen stelt zich een medeklinker-realisatie van *h₂ voor als een stemloze velaire wrijfklank [x], met de syllabische allofoon [ɐ], een bijna-open centrale klinker.

### *h₃
Op dezelfde manier wordt aangenomen dat *h₃ gerond (labiaal) was vanwege het o-kleurende effect. Er wordt vaak aangenomen dat de uitspraak stemhebbend was, gebaseerd op de vorm van de onvoltooid tegenwoordige tijd *pi-bh₃- (< *pi-ph₃-e-) van de wortel *peh₃ ‘drinken’. Gebaseerd op de analogie van het Arabisch gaan sommige taalkundigen ervan uit dat *h₃ eveneens faryngaal/epiglottaal was [ʕʷ] ~ [ʢʷ] zoals de Arabische ع (ain, zoals in het Arabische معلم, mu'allim, leraar) mogelijk in combinatie met ronding. De aanname dat de uitspraak velair was [ɣʷ] is waarschijnlijk nog algemener. (De uitkomsten in de Oeralische talen zouden hetzelfde kunnen zijn of de oorspronkelijke uitspraak nu velair of faryngaal was.)
Echter, omdat het definiërende effect van deze medeklinker ronding en niet verlaging was, is een faryngale uitspraak niet nodig. Een velaire uitspraak als [xʷ] of stemhebbend [ɣʷ] is ook mogelijk uitgaande van het bestaande onderzoeksmateriaal. Een stemhebbende uitspraak past bovendien beter in the context van de wet van Cowgill en de wet van Grimm in het Germaans. Rasmussen koos als medeklinker-uitspraak voor *h₃ een stemhebbende geronde velaire wrijfklank [ɣʷ], met als syllabische allofoon [ɵ], een gesloten-mid centrale klinker.